# Edamame (singolo)
Edamame è un singolo del rapper canadese bbno$ pubblicato il 22 luglio 2021 come secondo estratto dal sesto album in studio Eat Ya Veggies. Il brano vede la collaborazione del rapper indonesiano Rich Brian.

## Video musicale
Il video musicale, diretto da Reggie, è stato pubblicato sul canale YouTube di bbno$ in concomitanza con l'uscita del brano. Con oltre 120 milioni di visualizzazioni, è il video più visto sul canale del rapper.

## Premi e riconoscimenti
- 2022, Juno Award
  - Rap Single of the Year (nominato)[8]

## Tracce
Testi e musiche di Alexander Leon Gumuchian, Brian Imanuel Soewarno, Christian Michael Dold.
Download digitale, streaming
1. Edamame – 2:13

Download digitale, streaming - JVG x NCO Remix
1. edamame (JVG x NCO Remix) – 2:53

Download digitale - Miky Woodz Remix
1. edamame (Miky Woodz Remix) – 2:18

Download digitale - Diplo Remix
1. edamame (Diplo Remix) – 2:55

Download digitale - Space Rangers Remix
1. edamame (Space Rangers Remix) – 2:44

Download digitale - Connor Price Remix
1. Edamame (Remix) – 1:58

## Classifiche

### Classifiche settimanali
| Classifica (2021-22) | Posizione massima |
| -------------------- | ----------------- |
| Australia            | 16                |
| Canada               | 10                |
| Finlandia            | 2                 |
| Irlanda              | 69                |
| Lituania             | 86                |
| Norvegia             | 24                |
| Nuova Zelanda        | 21                |
| Regno Unito          | 89                |

### Classifiche di fine anno
| Classifica (2022) | Posizione |
| ----------------- | --------- |
| Canada            | 23        |